# Joseph de Jussieu
Joseph de Jussieu, född 3 september 1704 i Lyon, död 11 april 1779 i Paris, fransk botaniker; bror till Antoine de Jussieu och Bernard de Jussieu.
Jussieu deltog som botaniker i den expedition, som 1735 för gradmätning sändes till Quito. När denna reste tillbaka, stannade Jussieu kvar i Sydamerika och genomströvade Kordiljärerna till Potosí. Då han stod i begrepp att vända hem, tvingades han av spanjorerna att stanna kvar som ingenjör. Bruten till kropp och själ, återkom han först 1771 till Frankrike, dit även hans stora botaniska samlingar fördes.
Asteroiden 9470 Jussieu är uppkallad efter honom, Antoine och Antoine-Laurent.
Auktorsnamnet J.Juss. kan användas för Joseph de Jussieu i samband med ett vetenskapligt namn inom botaniken; se Wikipediaartiklar som länkar till auktorsnamnet.